# Adamowo (gmina Strunojcie)
Adamowo (lit. Adamavas) – dawny zaścianek na Litwie, w okręgu wileńskim, w rejonie święciańskim, w gminie Strunojcie.

## Historia
W czasach zaborów zaścianek w gminie Łyngmiany, w powiecie święciańskim, w guberni wileńskiej Imperium Rosyjskiego.
W dwudziestoleciu międzywojennym wieś leżała w Polsce, w województwie wileńskim, w powiecie święciańskim, w gminie Łyngmiany.
W 1931 w 2 domach zamieszkiwało 13 osób.
Od 1945 roku w Litewskiej Socjalistycznej Republice Radzieckiej.